# De Beauvoir (krater)
De Beauvoir är en nedslagskrater med en diameter på 52 kilometer, på planeten Venus. De Beauvoir har fått sitt namn efter den franska författarinnan Simone de Beauvoir.